# Kersenboomstraat
De Kersenboomstraat is een straat in Brugge.

## Beschrijving
In 1399 werd het straatje vermeld als 't Kerselwinstraetkin, wat eerder in de richting van kruidkers wijst. In 1410 werd in de stadsrekening het Kerseboomstraetkin vermeld. Dit nauwe straatje dankte zijn naam, volgens Albert Schouteet, aan een huis 'op de zuidoosthoek met de Langestraat' dat de naam De Kerseboom droeg. Het is niet uit te sluiten dat daar ook werkelijk kersenbomen stonden. Nochtans vermeldt Karel De Flou noch de ene noch de andere straatnaam. Hij vermeldt wel in het Brugge van de 14de eeuw verschillende leden van de familie van den Kersebome.
Op de andere hoek van de straat stond het huis de Eeckenboom, refugehuis van de abdij van Zoetendale bij Maldegem, die deze naam aan hun huis hadden gegeven als hommage aan hun moederabdij van de Eekhoutte in Brugge. Het huis was, onder opeenvolgende eigenaars en tot het einde van de achttiende eeuw, voorzien van een botanische tuin met serres, waar zelfs exotische vruchten werden gewonnen.
De Kersenboomstraat loopt tussen de Langestraat en het Verbrand Nieuwland.